# Самарские епархиальные ведомости
Самарские епархиальные ведомости («СЕВ») — журнал, официальный печатный орган Самарской и Ставропольской епархии. Выходил с 1867 по 1918 год. Как и аналогичные издания других епархий, состоял из двух частей: официальной, где публиковались указы и распоряжения церковного руководства, и неофициальной, где печатались проповеди, речи, статьи и очерки, по прошествии времени представляющие богатый материал для изучения материальной и духовной жизни населения Самарского края в конце XIX — начале XX веков. Издание возобновлялось в 1989 году, но было вновь прервано в 1992 году.

## История
«Самарские епархиальные ведомости» стали выходить с 1 января 1867 года. Первоначально они издавались 2 раза в месяц, 1 и 15 числа каждого месяца, а начиная с 1891 года выходили еженедельно. В каждом номере планировалось публиковать 2-3 печатных листа, однако на практике почти всегда «Ведомости» выходили в 3 листа. Печатались убористым, но хорошо читаемым шрифтом, на белой бумаге в 1/8 долю листа.
Тираж издания не превышал 800 экземпляров, из которых около 660 рассылались по церквям епархии, для которых подписка на «Ведомости» была обязательной, ещё около 100 экземпляров распространялось частным подписчикам, а также в обмен на получаемые редакцией газеты и журналы.
Одной из целей создания журнала было, по словам преосвященного Герасима (Добросердова), намерение помещать статьи «для вразумления блуждающих вне двора св. церкви и поддержания колеблющихся, по легкомыслию, в православной вере». По словам самой редакции, «Ведомости» должны были служить органом мыслей и дел собственно местной церкви.
В редакции издания собралось достаточно много представителей самарской интеллигенции, как правило, из духовенства. В создании «Ведомостей» принимали участие секретарь Самарской духовной консистории сектовед В. И. Калатузов, инспектор Самарской духовной семинарии Д. Н. Дубакин, ректор семинарии архимандрит Серапион, кафедральный протоиерей богослов В. В. Лаврский, протоиерей Д. Н. Орлов, богослов, проповедник, один из будущих руководителей обновленчества, Н. И. Боголюбский, а также многие другие. Такая концентрация образованных людей сказывалась и на издании, выгодно отличавшемся от многих других местных печатных органов обилием различной информации о науке и образовании. Только Дмитрий Николаевич Орлов опубликовал на страницах «Ведомостей» более 200 статей по истории края и самарских церквей. Издание зачастую действовало новаторски — так, «Ведомости» долго время были первым и единственным периодическим изданием Самарской губернии, где публиковались библиографические материалы.
С 1893 по 1913 год изданием «Самарских епархиальных ведомостей» занималось Алексеевское братство — местная епархиальная организация, объединявшая духовную и светскую интеллигенцию и занимавшаяся в основном духовно-просветительской деятельностью. Издания, присылавшиеся в редакцию «Епархиальных ведомостей» на обмен, помогали братству в устройстве библиотеки и читальни в Самаре. Сам факт наличия собственного печатного издания повышал престиж братства, хотя подчинение издания братству и было во многом номинальным, так как редакция «Ведомостей» сохраняла свою экономическую самостоятельность.
В 1918 году «Самарские епархиальные ведомости» были закрыты.
Издание было возобновлено в 1989 году, став одним из первых в СССР епархиальных периодических изданий. Издание планировалось ежемесячным, в нём освещалась жизнь епархии, публиковались проповеди и отеческие наставления. Однако выход журнала вновь был прекращён в 1992 году, всего вышло 23 номера.

## Содержание
«Ведомости» состояли из двух частей: официальной и неофициальной. В официальной части публиковались указы Святейшего Синода, новости общецерковного управления, распоряжения местного епархиального начальства и новости епархии. Значительную часть публикаций представляли рапорты местных священников о строительстве церквей, открытии монастырей и церковно-приходских школ, учебном процессе в них, финансировании, состоянии зданий, потребностях духовных учебных заведений. Например, Александр Островидов из Бузулука предлагал духовенству принимать более заметное участие в обучении крестьянских детей грамоте в церковно-приходских школах, считая, что попечение о народном образовании, как и выполнение служебных обязанностей, лежит на всех лицах духовного звания. Священник села Новые Костычи Василий Архангельский писал, что в июне 1866 года в селе Кануевка была открыта воскресная школа, и теперь прихожане охотно собираются в ней в воскресные и праздничные дни.
В неофициальной части имелся ряд постоянных рубрик: «Речи и проповеди», «Пастырская жизнь и деятельность», «Миссионерский отдел», «Школьный отдел», «Литературный отдел», «Библиотека священника», «Церковная жизнь в других епархиях», «Епархиальная хроника», «Некрологи» и «Смесь». Уже из названий видно, что в этой части печатались различные речи, проповеди, статьи по вопросам богословия, истории православной церкви, сектантства, миссионерской деятельности авторства обычно местного духовенства. В конце 1860-х — начале 1870-х годов редакция стала уделять большое внимание истории Самарского края, призывала принять участие в этой работе и местное духовенство. Некоторые откликнулись на этот призыв, после чего в «Ведомостях» появились очерки, посвящённые истории отдельных селений губернии. Печаталось большое количество статей по истории и этнографии, медицине, краеведению.
Авторами неофициальной части, наряду с высшими лицами церкви и епархии, становились простые приходские священники, описывавшие жизнь прихода, те или иные его проблемы. Они давали детальное описание прихожан, их быта, культурных особенностей. Много рассказывалось о различных обрядах календарного и семейного цикла, указывалось на наличие в них дохристианских языческих элементов, описывались сельские праздники, проведение вечеров и посиделок среди молодёжи, традиции устройства помочей в выходные дни. Не оставались без внимания со стороны священников и вопросы влияния на крестьян различных городских новшеств, рост числа кабаков, пьянство.
Особое внимание уделялось описанию иноверческого населения, как наиболее необычного взгляду священнослужителя, причём акцент делался, в частности, на духовной жизни иноверцев, так как миссионерская деятельность была неотъемлемой повседневной деятельностью во многих приходах епархии. Собственно очерки о миссионерской деятельности составляли отдельный большой пласт публикаций в неофициальной части «Ведомостей». Если отчёты о количестве старообрядцев и сектантов, которые должны были предоставлять священники в духовную консисторию, печатались в официальной части, то в неофициальной появлялись отчёты о проводившихся беседах с населением, а также различные более детальные статистические сведения.
Хотя в первую очередь журнал освещал жизнь конкретно Самарской епархии, на его страницах находилось место и для освещения церковной жизни страны в целом, в частности, вопросов церковной реформы. Порой публиковались сведения о жизни других епархий. Так, например, в 1868 году был опубликован отчёт могилёвского губернатора, в котором он писал, что монастыри могли бы стать отличными помощниками светской администрации, а открытие при монастырях учебных и благотворительных заведений, больниц, богаделен заслуживает внимания правительства, тем более, что такая мера увеличивала бы значение монастырей в общественном мнении.
Светские темы, хотя и реже, тоже находили освещение в «Ведомостях». В основном они были вызваны важными внешними событиями: революцией 1905 года, русско-японской войной. Подобные события освещались лишь в связи с деятельностью лиц духовного сана. Так, несмотря на множество публикаций, посвящённых русско-японской войне, собственно военным действиям не было посвящено ни одной аналитической статьи, статьи писались о роли священника на войне, вере в Бога на войне, жертвенности, пожертвованиях, помощи солдатам, раненым, солдатским семьям, сиротам. Рассказывалось и о конкретных подвигах священников. В целом материал на светские темы подавался не с целью информирования читателя, а с целью назидания и поучения, журнал осуществлял официальную пропаганду.

## Значение
Ещё в XIX веке самарский краевед Пётр Алабин отмечал, что среди статей «Ведомостей» есть много интересных для истории — от устройства быта местного духовенства до учебного дела и успехов проповеди слова Божия. Он полагал, что «Самарские епархиальные ведомости» — это одни из самых полезных, добросовестных и интересных епархиальных ведомостей империи.
В настоящее время «Самарские епархиальные ведомости» являются ещё более ценным историческим источником, содержащим множество сведений из различных областей знания, рассказывающих о материальной и духовной жизни населяющих регион народов. К тому же, учитывая достаточно продолжительный срок выхода издания — с 1867 года по 1918 год, по ним возможно ещё и проследить изменения в традиционной народной культуре. «Самарские епархиальные ведомости» порой даже называют «зеркалом провинциальной жизни».
В целом, по оценке современных специалистов, «Самарские епархиальные ведомости» являются одним из ценнейших источников для изучения народов Самарского края на современном этапе развития исторической и этнографической науки.